# 華沙市 (1919-1939)
華沙市 （Miasto stołeczne Warszawa）是波蘭第二共和國時期的一個直轄市，位於該國中部。1938年時面積141平方公里，1931年人口1,179,500人。
1939年時下分4縣。